# Departamento de Constitución
Departamento de Constitución är en kommun i Argentina.   Den ligger i provinsen Santa Fe, i den centrala delen av landet, 270 km nordväst om huvudstaden Buenos Aires. Antalet invånare är 83 045.
Trakten runt Departamento de Constitución består till största delen av jordbruksmark. Runt Departamento de Constitución är det ganska glesbefolkat, med 34 invånare per kvadratkilometer.